# Ніколай Альго
Ніколай Алексентері Альго (фін. Nikolai Aleksanteri Alho, нар. 12 березня 1993, Гельсінкі) — фінський футболіст, півзахисник та нападник грецького клубу «Волос» та національної збірної Фінляндії. Відомий також за виступами у фінському клубі «ГІК», у складі якого став чотириразовим чемпіоном Фінляндії та володарем Кубка Фінляндії.

## Клубна кар'єра
Ніколай Альго народився у 1993 році в Гельсінкі, його біологічним батьком був вихідець з Гани, а матір'ю футболіста є фінка. Розпочав займатися футболом у юнацькій команді клуба «Гонка», пізніше перейшов до структури клубу «ГІК», зокрема займався в юнацькій команді його дочірнього клубу «Клубі-04». У 2009 році розпочав виступи в професійному футболі у складі нижчолігового фарм-клубу «ГІКа» «Клубі-04», в якому грав до кінця 2011 року.
З початку 2012 року Ніколай Альго розпочав грати у гельсінкському клубі «ГІК», проте невдовзі пішов у оренду до кінця сезону до іншого клубу Вейккаусліги «Лахті». На початку 2013 року Альго повернувся до «ГІКа», і в його складі два роки поспіль, у 2013 та 2014 роках, став чемпіоном Фінляндії, а в 2014 році став володарем Кубка Фінляндії.
У 2017 році Ніколай Альго став гравцем шведського клубу «Гальмстад», в якому грав до кінця року. 2018 року повернувся до клубу «ГІК». У складі столичної фінської команди цього разу Альго грав три сезони, протягом яких ще двічі ставав чемпіоном країни.
З початку 2021 року Ніколай Альго став гравцем угорського клубу МТК з Будапешта. У складі угорського клубу грав до початку 2022 року, та відіграв за клуб з Будапешта 17 матчів в національному чемпіонаті.
З початку 2022 року Ніколай Альго грає у складі грецького клубу «Волос».

## Виступи за збірні
З 2007 до 2009 року Ніколай Альго грав за юнацькі збірні Фінляндії різного віку, загалом на юнацькому рівні взяв участь у 31 іграх, відзначившись 4 забитими голами.
2012 року залучався до складу молодіжної збірної Фінляндії. На молодіжному рівні зіграв в 11 офіційних матчах.
У 2014 року Ніколай Альго дебютував у складі національної збірної Фінляндії в товариському матчі зі збірною Оману. Пізніше тривалий час у збірну не викликався, і наступний матч у складі національної збірної зіграв 6 вересня 2020 року в рамках турніру Ліги націй УЄФА проти збірної Ірландії. Після цього Альго розпочав постійно залучатися до національної збірної, і в кінці травня 2021 року його включили до заявки збірної для участі в чемпіонаті Європи 2020 року.

## Титули і досягнення
- Чемпіон Фінляндії (4):

«ГІК»: 2013, 2014, 2018, 2020
- Володар Кубка Фінляндії (1):

«ГІК»: 2014